# Vino (album)
Vino este un album realizat de solista de muzică pop rock Laura Stoica în anul 2000 și lansat postum în anul 2009. Materialul include zece piese și un videoclip și a apărut la casa de discuri Roton, fiind editat sub formă de compact disc. Albumul a apărut și într-o versiune promoțională ce nu include videoclipul și care a fost distribuită împreună cu revista Felicia.

## Piese
1. Aș fi vrut (Laura Stoica, Remus Carteleanu / Laura Stoica)
2. S-a schimbat ceva (Laura Stoica, Remus Carteleanu / Laura Stoica)
3. Aș vrea să le știu pe toate (Laura Stoica / Laura Stoica)
4. Vino (Mihai Coman / Laura Stoica)
5. Sunt cuminte (Laura Stoica, Remus Carteleanu / Laura Stoica)
6. Așteaptă până mâine (Remus Carteleanu / Laura Stoica)
7. Vis (Laura Stoica / Laura Stoica)
8. Nu-i nimic (Laura Stoica, Remus Carteleanu / Zoia Alecu)
9. Nu e prea târziu (Mihai Coman / Laura Stoica)
10. Noaptea (Laura Stoica, Remus Carteleanu / Laura Stoica)
11. Bonus videoclip – Mereu mă ridic (Laura Stoica, Remus Carteleanu, Matei Bulencea / Zoia Alecu)

## Personal
- Laura Stoica – vocal
- Remus Carteleanu – chitară, voce de fundal
- Mihai Coman – claviaturi, voce de fundal
- Matei Bulencea „Căpitanu” – bas, voce de fundal
- Andrei Bărbulescu – baterie
- Iulian Vrabete – chitară bas
- Emanuel Gheorghe „Fisă” – claviaturi
- Răzvan Lupu „Lapi” – baterie

Materialul a fost masterizat de Cristian M. Bonciu. Videoclipul piesei „Mereu mă ridic” a fost filmat în mai 2004. Piesa „Aș fi vrut” a apărut inițial într-o variantă înregistrată în concert, fiind inclusă pe compilația Back Stage Live! (CD/MC, Zone Records, 1999).